# Spongia laevigata
Spongia laevigata är en svampdjursart som beskrevs av Montagu 1818. Spongia laevigata ingår i släktet Spongia och familjen Spongiidae. Inga underarter finns listade i Catalogue of Life.